# Deutsche Schwimmmeisterschaften 2019
Die 131. Deutschen Meisterschaften im Schwimmen fanden im Rahmen der Finals vom 1. bis 4. August 2019 zum 16. Mal in Folge in der Schwimm- und Sprunghalle im Europasportpark Berlin statt und wurden vom Deutschen Schwimm-Verband organisiert. Es wurden in 43 Wettkämpfen Titel vergeben, wobei Annika Bruhn mit fünf Titeln (2 im Einzel und 3 in den Staffeln) die erfolgreichste Athletin dieser Meisterschaften war. Die meisten Einzeltitel sicherten sich Florian Wellbrock und Sarah Köhler mit jeweils drei Erfolgen.

## Teilnehmer
Startberechtigt auf den Einzelstrecken waren in der Offenen Klasse und in der Junioren-Wertung (Jg00/01w und Jg99/00m), nur die Sportler, die im Qualifikationszeitraum in der „Bestenliste“ des DSV die Qualifikationszeiten erreichten. Der Qualifikationszeitraum ging vom 1. Dezember 2018 bis 14. Juli 2019. Bei den Staffeln waren je Wettkampfstrecke die 50 schnellsten Teams startberechtigt.
462 Schwimmer aus 144 Vereinen waren für 1208 Einzelstarts und 164 Staffeln angemeldet. Mit 24 Aktiven stellte die SG Essen die zahlenmäßig größte Mannschaft.

## Rekorde
Sportliche Höhepunkte der Meisterschaften waren die deutschen Rekorde für Vereinsstaffeln von den Frauen der SV Nikar Heidelberg über die 4 × 200 Meter Freistil sowie der Mixed-Staffel der Neckarsulmer Sport-Union über 4 × 100 Meter Lagen.
Fünfmal wurden deutsche Altersklassenrekorde der Jugend verbessert: Anna Elendt über 50 Meter und 100 Meter Brust, Zoe Vogelmann über 200 Meter Lagen, Silas Beth über 800 Meter Freistil und Kim Herkle über 200 Meter Brust.

## Deutsche Meister
| Disziplin                | Männer                                                                                           | Männer                                                                                           | Männer                                                                                           | Frauen                                                                                           | Frauen                                                                                           | Frauen   |
| Disziplin                | Name                                                                                             | Verein                                                                                           | Zeit                                                                                             | Name                                                                                             | Verein                                                                                           | Zeit     |
| 050 m Freistil           | Thomas Fannon                                                                                    | SG Stadtwerke München                                                                            | 00:22,40                                                                                         | Jessica Felsner                                                                                  | SC Aqua Köln                                                                                     | 00:25,03 |
| 100 m Freistil           | Damian Wierling                                                                                  | SG Essen                                                                                         | 00:48,92                                                                                         | Annika Bruhn                                                                                     | Neckarsulmer Sport-Union                                                                         | 00:55,11 |
| 200 m Freistil           | Poul Zellmann                                                                                    | SG Essen                                                                                         | 01:47,55                                                                                         | Annika Bruhn                                                                                     | Neckarsulmer Sport-Union                                                                         | 01:58,07 |
| 400 m Freistil           | Florian Wellbrock                                                                                | SC Magdeburg                                                                                     | 03:47,14                                                                                         | Sarah Köhler                                                                                     | SG Frankfurt                                                                                     | 04:07,16 |
| 800 m Freistil           | Florian Wellbrock                                                                                | SC Magdeburg                                                                                     | 07:47,69                                                                                         | Sarah Köhler                                                                                     | SG Frankfurt                                                                                     | 08:28,21 |
| 1500 m Freistil0         | Florian Wellbrock                                                                                | SC Magdeburg                                                                                     | 14:57,30                                                                                         | Sarah Köhler                                                                                     | SG Frankfurt                                                                                     | 16:03,35 |
| 050 m Brust              | Melvin Imoudu                                                                                    | Potsdamer SV                                                                                     | 00:27,52                                                                                         | Anna Elendt                                                                                      | DSW 1912 Darmstadt                                                                               | 00:30,93 |
| 100 m Brust              | Fabian Schwingenschlögl                                                                          | Neckarsulmer Sport-Union                                                                         | 01:00,44                                                                                         | Anna Elendt                                                                                      | DSW 1912 Darmstadt                                                                               | 01:08,06 |
| 200 m Brust              | Marco Koch                                                                                       | SG Frankfurt                                                                                     | 02:10,15                                                                                         | Jessica Steiger                                                                                  | VfL Gladbeck                                                                                     | 02:27,51 |
| 050 m Rücken             | Ole Braunschweig                                                                                 | SG Neukölln Berlin                                                                               | 00:25,06                                                                                         | Laura Riedemann                                                                                  | SV Halle/Saale                                                                                   | 00:28,02 |
| 100 m Rücken             | Ole Braunschweig                                                                                 | SG Neukölln Berlin                                                                               | 00:54,79                                                                                         | Laura Riedemann                                                                                  | SV Halle/Saale                                                                                   | 01:00,22 |
| 200 m Rücken             | Christian Diener                                                                                 | Potsdamer SV                                                                                     | 01:57,39                                                                                         | Nadine Laemmler                                                                                  | Neckarsulmer Sport-Union                                                                         | 02:10,97 |
| 050 m Schmetterling      | Damian Wierling                                                                                  | SG Essen                                                                                         | 00:23,80                                                                                         | Aliena Schmidtke                                                                                 | SC Magdeburg                                                                                     | 00:26,37 |
| 100 m Schmetterling      | Marius Kusch                                                                                     | SG Essen                                                                                         | 00:52,40                                                                                         | Lisa Höpink                                                                                      | SG Essen                                                                                         | 00:58,76 |
| 200 m Schmetterling      | David Thomasberger                                                                               | SSG Leipzig                                                                                      | 01:56,05                                                                                         | Franziska Hentke                                                                                 | SC Magdeburg                                                                                     | 02:08,47 |
| 200 m Lagen              | Wassili Kuhn                                                                                     | SV Nikar Heidelberg                                                                              | 02:01,07                                                                                         | Zoe Vogelmann                                                                                    | SV Nikar Heidelberg                                                                              | 02:13,32 |
| 400 m Lagen              | Poul Zellmann                                                                                    | SG Essen                                                                                         | 04:19,36                                                                                         | Giulia Goerigk                                                                                   | SSC Karlsruhe                                                                                    | 04:44,33 |
| 4 × 100 m Freistil       | SG Essen Kusch, Redemann, Zellmann, Wierling                                                     | SG Essen Kusch, Redemann, Zellmann, Wierling                                                     | 03:19,11                                                                                         | Neckarsulmer Sport-Union Weidner, Hüther, Fischer, Bruhn                                         | Neckarsulmer Sport-Union Weidner, Hüther, Fischer, Bruhn                                         | 03:47,66 |
| 4 × 200 m Freistil       | Neckarsulmer Sport-Union Minuth, Pinneker, Mühlleitner, Schmid                                   | Neckarsulmer Sport-Union Minuth, Pinneker, Mühlleitner, Schmid                                   | 07:20,03                                                                                         | SV Nikar Heidelberg Vogelmann, Hassler, Zyprian, Gose                                            | SV Nikar Heidelberg Vogelmann, Hassler, Zyprian, Gose                                            | 08:02,97 |
| 4 × 100 m Lagen          | SG Essen Brock, Pilger, Kusch, Wierling                                                          | SG Essen Brock, Pilger, Kusch, Wierling                                                          | 03:38,93                                                                                         | SG Essen Baker, Ruhnau, Demler, Höpink                                                           | SG Essen Baker, Ruhnau, Demler, Höpink                                                           | 04:07,41 |
| 4 × 100 m Freistil Mixed | SG Neukölln Berlin Robin Backhaus, Max Nowosad, Alexandra Wenk, Johanna Roas                     | SG Neukölln Berlin Robin Backhaus, Max Nowosad, Alexandra Wenk, Johanna Roas                     | SG Neukölln Berlin Robin Backhaus, Max Nowosad, Alexandra Wenk, Johanna Roas                     | SG Neukölln Berlin Robin Backhaus, Max Nowosad, Alexandra Wenk, Johanna Roas                     | SG Neukölln Berlin Robin Backhaus, Max Nowosad, Alexandra Wenk, Johanna Roas                     | 03:32,11 |
| 4 × 200 m Freistil Mixed | Neckarsulmer Sport-Union Henning Mühlleitner, Fynn Minuth, Celine Rieder, Annika Bruhn           | Neckarsulmer Sport-Union Henning Mühlleitner, Fynn Minuth, Celine Rieder, Annika Bruhn           | Neckarsulmer Sport-Union Henning Mühlleitner, Fynn Minuth, Celine Rieder, Annika Bruhn           | Neckarsulmer Sport-Union Henning Mühlleitner, Fynn Minuth, Celine Rieder, Annika Bruhn           | Neckarsulmer Sport-Union Henning Mühlleitner, Fynn Minuth, Celine Rieder, Annika Bruhn           | 07:40,62 |
| 4 × 100 m Lagen Mixed    | Neckarsulmer Sport-Union Nadine Laemmler, Fabian Schwingenschlögl, Daniel Pinneker, Annika Bruhn | Neckarsulmer Sport-Union Nadine Laemmler, Fabian Schwingenschlögl, Daniel Pinneker, Annika Bruhn | Neckarsulmer Sport-Union Nadine Laemmler, Fabian Schwingenschlögl, Daniel Pinneker, Annika Bruhn | Neckarsulmer Sport-Union Nadine Laemmler, Fabian Schwingenschlögl, Daniel Pinneker, Annika Bruhn | Neckarsulmer Sport-Union Nadine Laemmler, Fabian Schwingenschlögl, Daniel Pinneker, Annika Bruhn | 03:49,95 |

1. 1 2  Deutscher Altersklassenrekord für 18-Jährige
2. ↑  Deutscher Altersklassenrekord für 16-Jährige
3. 1 2  neuer DSV-Rekord für Vereinsstaffeln